# Horst Reipsch
Horst Reipsch (* 22. Mai 1925 in Magdeburg; † 13. Juli 2015 vermutlich in Taufkirchen (bei München)) war ein deutscher Jazz- und  Unterhaltungsmusiker (Alt- und Baritonsaxophon, Klarinette, auch Tenorsaxophon), Schlagerkomponist und Arrangeur.

## Leben
Reipsch entstammt einer alteingessenen Magdeburger Musikerfamilie, sein Vater war bis in die Nachkriegszeit an der Oper Magdeburg beschäftigt. Während seiner Schulzeit in Magdeburg erlernte Reipsch Klavier, Klarinette und Saxophon. Bei Erich Böhlke studierte er Komposition und Harmonielehre. Nach Kriegsende trat er in Varietés auf und schloss sich 1948 der Band Remo von Ernst Mosch an. 1949 ging er nach Leipzig und spielte im dortigen Rundfunk-Tanzorchester (RTO) von Kurt Henkels sowie bei Günter Oppenheimer. Im Bereich des Jazz war er laut Tom Lord ab 1950 an 44 Aufnahmesessions beteiligt, auch bei Günter Oppenheimer und der Solistengruppe des Rundfunk/Tanzorchesters Leipzig („Schuster-Dixie“, „Rixdorf-Dixie“, 1956).
Ende 1960 wechselte er in die Bundesrepublik, wo er sich freiberuflich betätigte. Von 1964 bis 1969 war er Mitglied beim Orchester Max Greger, ab 1973 beim Orchester Hugo Strasser. Als Gast spielte er auch in der Bigband von Frank Pleyer (Swing Along with...).
In seiner eigenen Combo agierte er als Soloklarinettist und Saxophonist. Unter den Pseudonymen Olaf Norstadt, Martin Laiser, Joe Palmer, Bud Sharkow und Ralph Boston komponierte er und arbeitete mit vielen Künstlern in Rundfunk und Fernsehen zusammen, darunter Billy Mo, Jimmy Makulis und Fred Bertelmann.

## Schlagertitel (Auswahl)
| - 1953: Harlekin - 1954: Großstadt-Rhythmus - 1955: Zwiegespräch - 1956: Jonny Lehmann war ein Seemann - 1956: Schuster-Dixie - 1957: Tornado - 1957: Addio, bella Venezia - 1958: Semmelknödel-Polka - 1958: Mambo-Baion - 1958: Weil mein Herz für dich schlägt - 1959: Gitarren klingen leise durch die Nacht - 1959; Fünf-Uhr-Tee - 1959: Mein Herz sieht rot - 1962: Mondschein-Polka - 1963: Auf der Hazienda fehlt eine Frau - 1963: Ein Caballero genießt und schweigt |